# 中国人民解放军国防科技大学军政基础教育学院
中国人民解放军国防科技大学军政基础教育学院，位于湖南省长沙市开福区，隶属于中国人民解放军国防科技大学，主要承担该校政治、军事、体育、人文社科和外语系列基础课程教学任务，各类型、各层次学员军事基础教学任务，长沙校区军人本科学员教育管理及电子对抗学院军人本科学员前两年教育管理任务，相关学科专业人才培养和科学研究工作，是该校军事基础教学、本科学员管理的主体单位。

## 沿革
中国人民解放军国防科技大学军政基础教育学院于2022组建，其前身主要是中国人民解放军长沙政治学院、中国人民解放军长沙工程兵学院及两校数轮调整中组建的后继单位。

### 中国人民解放军长沙政治学院
1949年8月在长沙成立成立华中军政大学湖南分校，后相继改为中南军政大学第三分校、中国人民解放军第四政治干部学校、中国人民解放军第一政治学校、中国人民解放军政治学校、中国人民解放军铁道兵军政干部学校、中国人民解放军铁道兵学院、中国人民解放军干部文化学校、中国人民解放军长沙政治军官进修学院、中国人民解放军南京政治学院分院。1993年更名为中国人民解放军长沙政治学院。1999年并入国防科学技术大学，成为国防科学技术大学政治学院。2004年6月，改组为国防科学技术大学人文与社会科学学院。2017年，与原国防科学技术大学理学教研单位合并为国防科技大学文理学院。

### 中国人民解放军长沙工程兵学院
1950年12月在南京成立华东军区工兵指挥部兼工兵学校，后相继改为中国人民解放军工兵学校、中国人民解放军工程兵学校、中国人民解放军第一工程兵学校，1969年8月撤销。1978年7月在长沙恢复重建中国人民解放军工程兵学校。1986年6月更名中国人民解放军长沙工程兵学院。1999年并入国防科学技术大学，成为国防科学技术大学工程兵学院。2004年6月，由国防科学技术大学原工程兵学院、原学员旅、原人文与管理学院军事教育系合并组建国防科学技术大学指挥军官基础教育学院，后又调整为国防科技大学军事基础教育学院。

### 中国人民解放军国防科技大学军政基础教育学院
2022年，国防科技大学进行院系学科调整，原文理学院改为理学院，将人文社会科学教研单位剥离，和国防科技大学原军事基础教育学院合并组建为国防科技大学军政基础教育学院。2022年9月，国防科技大学官方发布2023年博士研究生招生计划通知，其中称其原文理学院“马克思主义理论、外国语言文学、军队政治工作学”专业已调整至军政基础教育学院招生，研究方向、导师均不发生变化。

## 专业设置
中国人民解放军国防科技大学军政基础教育学院建设有马克思主义理论、外国语言文学、军队政治工作学、军队指挥学四个一级学科（皆有硕士研究生学位授予资格，除军队指挥学外的三个学科亦有博士研究生学位授予资格），还设有军队政治工作学博士后科研流动站。
该院的马克思主义理论学科建设水平优异，据国防科技大学官方发布的内容，该学院拥有“985工程”二期、三期国家哲学社会科学创新基地，承担全军“十三五”重点院校、重点学科建设（“双重”建设）唯一的“政治理论”建设任务，承担全军“十四五”党的创新理论研究平台建设任务。在第五轮学科评估中，国防科技大学的马克思主义理论学科获评B+，在军队参评院校中排名第1，湖南省参评院校中排名第2。
成立后截至2024年，该学院还没有通过高考招收生长军官学员或地方生，但是国防科技大学在某些省份（如陕西省）发布的2025年高考招生专业选考科目要求中包括有马克思主义理论本科专业，这意味着该学院可能计划着在未来开始招收马克思主义理论专业本科生。

## 历任领导
中国人民解放军国防科技大学军政基础教育学院
| 院长 - 何涌 陆军大校 | 政治委员 - 吕超 陆军大校 |